# Bojkinia

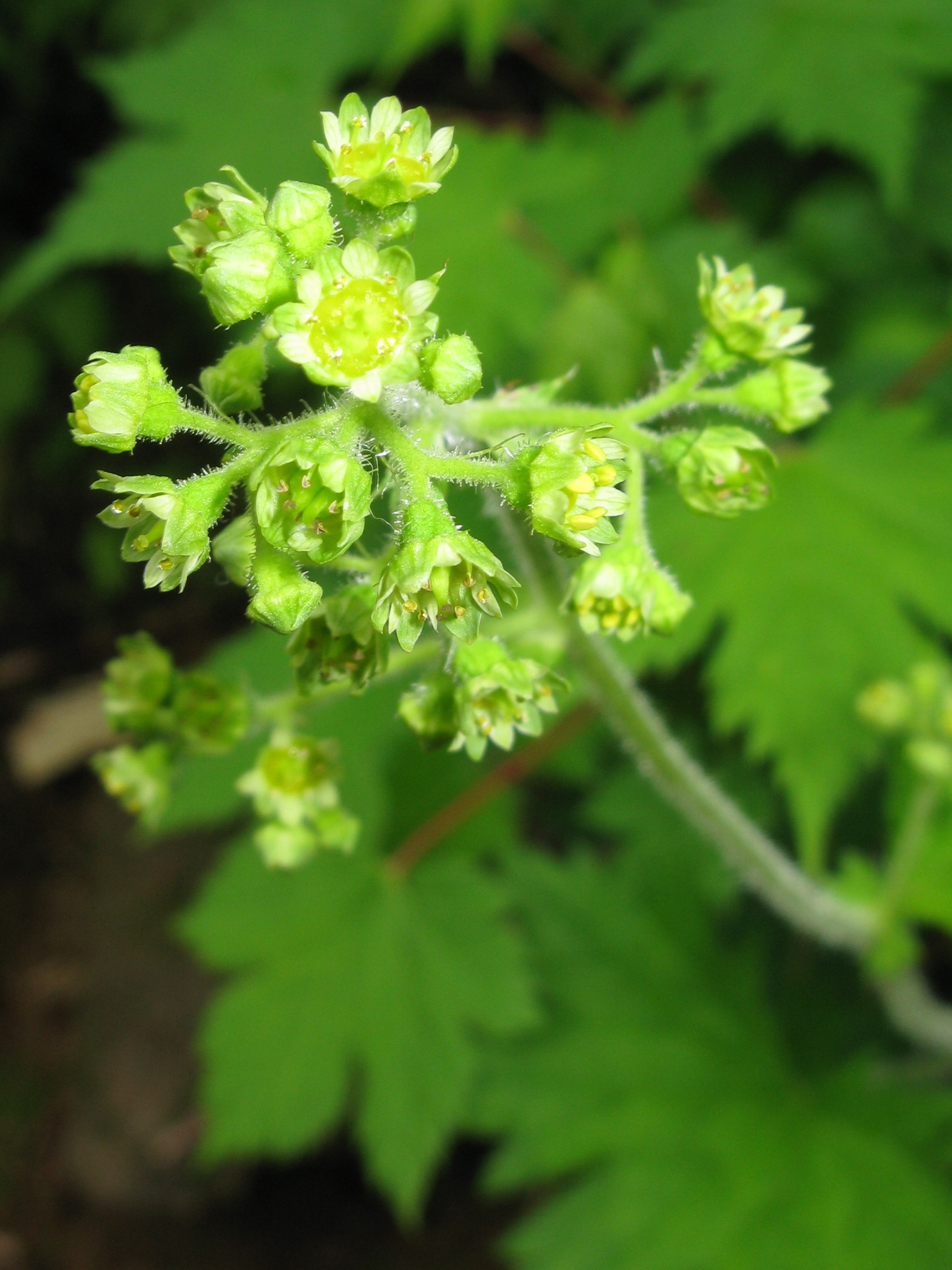
Boykinia lycoctonifolia

Bojkinia (Boykinia Nuttall) – rodzaj roślin z rodziny skalnicowatych. Obejmuje 9 gatunków występujących głównie we wschodniej części Ameryki Północnej, zasięg 3 gatunków obejmuje Kalifornię, a jeden spotykany jest tylko w Japonii. Są to rośliny leśne i górskie. Bojkinia tojadolistna B. aconitifolia jest uprawiana jako ozdobna.

## Morfologia
PokrójNiewielkie, kępowe byliny osiągające do 0,3 m wysokości.
LiścieZimozielone, krótkoogonkowe, o blaszce osiągającej do 15 cm średnicy, w zarysie okrągłe, na brzegu klapowane i ząbkowane.
KwiatyDrobne, białawe lub zielonawe, zebrane w szczytowe kwiatostany. Pięć działek kielicha zrośniętych jest u nasady. Płatki, których jest także pięć, są wolne. Pręcików jest 5. Zalążnia dolna, powstaje z dwóch owocolistków, każdy z osobną szyjką słupka.
OwoceKulista torebka.

## Systematyka
Pozycja rodzaju według APweb (aktualizowany system APG IV z 2016)
Rodzaj z rodziny skalnicowatych (Saxifragaceae) z rzędu skalnicowców (Saxifragales) należącego do dwuliściennych właściwych. 
Wykaz gatunków
- Boykinia aconitifolia Nutt. – bojkinia tojadolistna[4][5]
- Boykinia heucheriformis (Rydb.) Rosend. – bojkinia żurawkowata[4]
- Boykinia intermedia (A.Heller) G.N.Jones
- Boykinia jamesii (Torr.) Engl.
- Boykinia lycoctonifolia (Maxim.) Engl.
- Boykinia major A.Gray – bojkinia większa[4]
- Boykinia occidentalis Torr. & A.Gray – bojkinia wysoka[4]
- Boykinia richardsonii (Hook.) A.Gray ex B.D.Jacks.
- Boykinia rotundifolia Parry ex A.Gray – bojkinia okrągłolistna[4][5]